# ギエム・ギラド
ギエム・ギラド（Guilhem Guirado、1986年6月17日 - ）は、フランスの元ラグビーユニオン選手。

## プロフィール
- フランス・セレ出身。
- 現役時代のポジションはフッカー(HO)。
- 身長 183cm、体重 109kg
- フランス代表通算キャップ数は74。
- 2011W杯・2015年W杯・2019年W杯のフランス代表に選ばれて、2019年W杯の時は主将を務めた[1]。

## 略歴
USAペルピニャン、RCトゥーロンを経て、2019年、モンペリエに加入。 
2022年、現役を引退した。 